# Adivasi

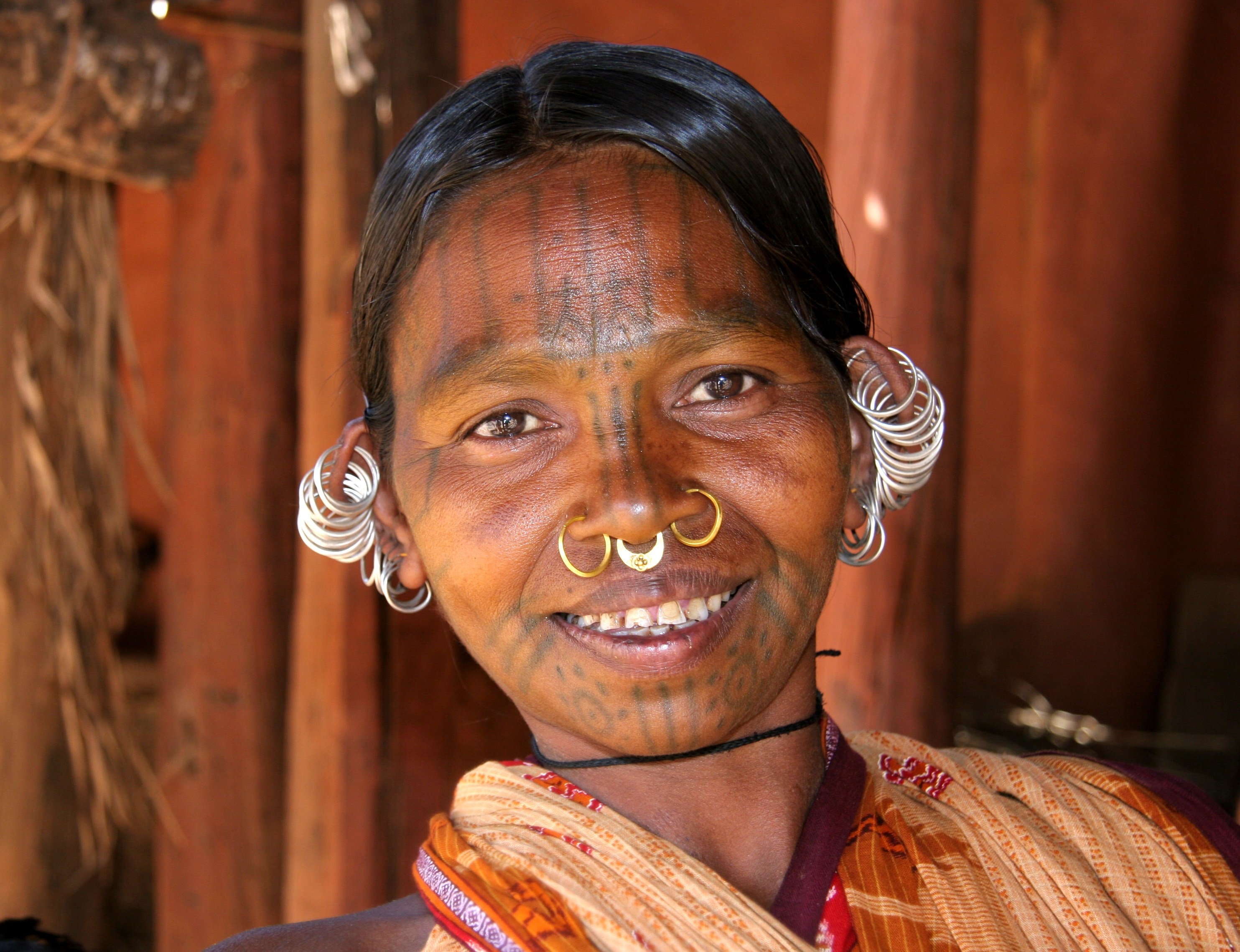
Uma mulher adivasi da tribo kutia kondh em Orissa, na Índia

Adivasi é um termo abrangente para um grupo heterogêneo de etnias e grupos tribais que acredita-se ser a população aborígene da Índia, anterior até mesmo aos drávidas. Eles compreendem uma substancial minoria indígena da população indiana.

Percent of scheduled tribes in India by tehsils by census 2011

As sociedades Adivasi são particularmente presentes nos estados indianos de Kerala, Orissa, Madhya Pradesh, Chhattisgarh, Rajasthan, Gujarat, Maharashtra, Andhra Pradesh, Bihar, Jharkhand, West Bengal, Mizoram e outros estados do nordeste e nas ilhas de Andamão e Nicobar. Muitos grupos tribais menores são extremamente sensíveis à degradação ecológica causada pela modernização. Tanto a engenharia florestal quanto a agricultura intensiva têm se demonstrado destrutivas para as florestas que tem prolongado a agricultura itinerante por muitos séculos. Os adivasis são oficialmente reconhecidas pelo governo indiano como tribo no anexo V da Constituição da Índia.